# Alles Liebe, Annette
Alles Liebe, Annette is de eerste fictieve serie met en over een vlog. De Duitse internetserie is een productie van Bastei Media in opdracht van MDR voor Funk, het Duitse contentnetwerk van ARD en ZDF. Het wordt sinds 13 december 2016 uitgezonden op YouTube.

## Verhaal
Afgewezen door de universiteit van haar keuze, laat Annette (Barbara Prakopenka) zich niet op haar pad als schrijfster van poëzie, verhalen en teksten. Zonder meer begint ze een VLog. Natuurlijk is elk begin moeilijk en dus kan de community op YouTube volgen hoe Annette ironisch-authentiek, gevat en emotioneel is, haar creativiteit de vrije loop laat en teksten, gedachten en gevoelens deelt en natuurlijk praat over de twee mannen in haar leven. 
Ze wordt altijd vergezeld door haar beste vriendin - de stijlvolle, grappige en lieve Maria (Sophia Münster). Haar appartement is de ideale plek voor Annette om afgeleid te worden. Tussen het drama met Maria's on-off vriend Graf (Robert Köhler), verschijnt de nerdy Henry (Delio Malär) als tussenhuurder en vervolgens de zelfverzekerde Arne (Tilman Pörzgen). Het is een spannende tijd - en niet alleen voor Annette. 

## Productie
Met 100 afleveringen van elk 5 minuten is Alles Liebe, Annette een dramedyserie die zich richt op afwisseling en afwisseling met een lange verhaallijn. Elke dinsdag, donderdag en zondag komen er nieuwe afleveringen online op het YouTube-kanaal en de Funk-app. 
Zodra Alles Liebe, Annette, is er nog geen Duitse serie geproduceerd. De opnames begonnen in november 2016 en waren in slechts 21 dagen klaar, zodat het een week na het einde van de opnames werd uitgezonden. Tussen idee en uitvoering zat slechts 15,5 weken. 

## Bezetting

### Hoofd acteur
Gesorteerd op de Rijnvolgorde van binnenkomst:
| Acteur             | Rol naam                  | Afleveringen | Jaren     | Opmerkingen                                                                                              |
| ------------------ | ------------------------- | ------------ | --------- | --- |
| Barbara Prakopenka | Annette Hülshoff          | 1-100        | 2016-2017 | Jenny's zus; Maria's beste vriendin; Ex-vriendin van Henry; verlaat Halle en studeert in een andere stad |
| Laura Berlin       | Jennifer "Jenny" Hülshoff | 1-100        | 2016-2017 | Anette's zus                                                                                             |
| Sophia Münster     | Maria Haxthausen          | 2-100        | 2016-2017 | Verloofde von Graf, beste vriendin van Anette                                                            |
| Robert Koehler     | "Graf"                    | 6-87         | 2016-2017 | Maria's verloofde                                                                                        |
| Delio Malär        | Henry                     | 11-98        | 2017      | Anette's ex-vriend                                                                                       |
| Tilman Pörzgen     | Arne                      | 15-98        | 2017      | |

### Gastoptredens
- Jana Münster was te gast in aflevering 81.